# Лют'євінкел
Лют'євінкел (нід. Lutjewinkel) — село в нідерландській провінції Північна Голландія. Входить до муніципалітету Голландс-Крон.
Його площа становить 10,90 км², а населення станом на 2021 рік складало 785 осіб.
Перша згадка про населений пункт датується 1680 роком.

## Галерея

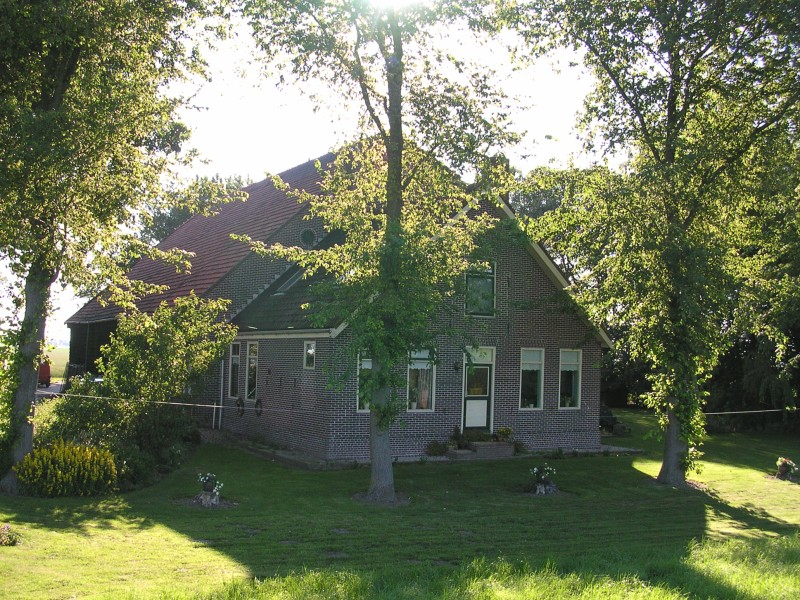
Ферма в Лют'євінкелі
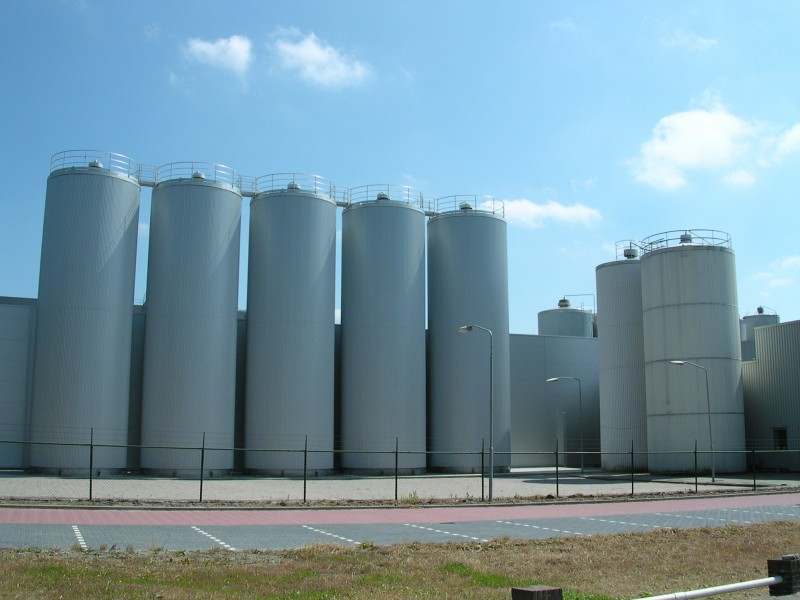
Сирна фабрика